# Santuario di Nostra Signora delle Olivete
Il santuario di Nostra Signora delle Olivete è un luogo di culto cattolico situato nel comune di Arenzano, in via Olivete, nella città metropolitana di Genova. Il santuario, su un poggio panoramico a mezza costa e a levante della città, è compreso nella comunità parrocchiale dei Santi Nazario e Celso del vicariato di Pra'-Voltri-Arenzano dell'arcidiocesi di Genova.

## Storia
Secondo alcune fonti storiche locali già dal 1607 sul luogo dove oggi sorge l'attuale edificio religioso fu edificata una primaria cappella intitolata alla Santissima Annunziata. Tale tempio era localizzato sul luogo denominato Olivete per la numerosa presenza, nelle fasce circostanti il borgo dei pescatori, di prosperosi alberi di ulivo.
Nei secoli successivi si edificò la nuova chiesa che fu interessata nel corso del XVIII secolo ad ampliamenti specie della navata centrale. Un terzo corpo all'edificio venne aggiunto tra il 1852 e il 1858 su cui è addossata la facciata; una targa in marmo, posta sopra all'ingresso principale, ricorda tale ampliamento.

## Descrizione
La chiesa, sita su una sommità raggiungibile tramite una scalinata, è ad unica navata e divisa in tre corpi ben distinti; tale divisione deriverebbe a seguito delle tre fasi aggiuntive che portarono tra il Settecento e l'Ottocento ad un ampliamento dell'attuale struttura. L'originale cappella del XVII secolo è delimitata da una balaustra.
Proprio su quattro pilastri della balaustra sono stati scolpiti, con la tecnica del bassorilievo, le raffigurazioni dei santi Nazario e Celso (patroni di Arenzano), san Pietro e Paolo di Tarso. Dietro a due pilastri, non visibili dalla chiesa, vi sono altri due bassorilievi ritraenti santa Caterina di Alessandria e santa Chiara di Assisi ritenute, secondo il culto religioso cristiano, protettrici dei marinai e pertanto raffigurate entrambe nella scultura con un veliero in mano.
In una nicchia - posta sopra l'unico altare - sono invece collocate le statue della Vergine Maria, dell'arcangelo Gabriele e di Dio tra nubi e angeli del Paradiso; secondo la tradizione locale queste statue furono portate ad Arenzano direttamente dalla Spagna.
Anticamente il santuario conservava un discreto numero di ex voto, donati per la maggior parte da marinai o legati all'attività marinara, mentre ad oggi se ne contano solamente sette. Proprio la devozione dei naviganti verso il santuario delle Olivete fu in passato molto forte tanto che numerosi pellegrini giungevano da altre località vicine quali Voltri, Crevari, Varazze, Cogoleto, Sciarborasca e dalle valli dell'entroterra proprio per invocare l'aiuto divino.